# Jacek Zieliński
Jacek Marek Zieliński (Wierzbica, 1967. október 10. –) lengyel labdarúgóhátvéd, edző, a válogatott segédedzője.

## Pályafutása

### Klubcsapatokban
Fiatalkorában az Orzeł Wierzbica csapatában játszott, majd az Igloopol Dębicába került, ahol első felnőtt meccseit játszotta. Miután 1991-ben Lengyelországba ment, a védő pályafutása nagy részét a lengyel első osztályú Legia Warszawa csapatánál töltötte, ahol hosszú évekig csapatkapitány is volt. A klubbal 1994-ben, 1995-ben és 2002-ben lengyel bajnok lett, 1994-ben, 1995-ben és 1997-ben lengyel kupát, 1995-ben és 1998-ban pedig lengyel szuperkupát nyert. 1999-ben megkapta Az év lengyel labdarúgója címet.

### A válogatottban
A lengyel válogatottban 1995. június 7-én mutatkozott be Szlovénia ellen. Összesen 60 nemzetközi mérkőzésen szerepelt a válogatottban, és egy gólt szerzett. Részt vett a 2002-es labdarúgó-világbajnokságon Japánban és Dél-Koreában.

## Edzőként
A 2004–05-ös szezonban rövid ideig korábbi klubja, a Legia Warszawa edzője volt, majd 2007-ig segédedző lett. 2007-ben ideiglenesen ismét a Legia Warszawa edzője lett. A 2007–08-as idényben az első osztályú Korona Kielce csapatát irányította, 2008. június 23-tól pedig az első osztályú Lechia Gdańskkal kötött szerződést, ahol 2009. április elején felmentették a  tisztségéből. 2010 májusától Franciszek Smuda segédedzője volt a lengyel válogatottban. 2013 januárjában Marcin Dorna segédedzője lett az U20-as és az U21-es válogatottnál.

## Fordítás
- Ez a szócikk részben vagy egészben  a   Jacek Zieliński (Fußballspieler, 1967) című német Wikipédia-szócikk ezen változatának fordításán alapul.  Az eredeti cikk szerkesztőit annak laptörténete sorolja fel. Ez a jelzés csupán a megfogalmazás eredetét és a szerzői jogokat jelzi, nem szolgál a cikkben szereplő információk forrásmegjelöléseként.